# Museu Nacional dos Coches
O Museu Nacional dos Coches (inicialmente Museu dos Coches Reaes) é um museu português situado no antigo picadeiro do Palácio de Belém em Lisboa criado em 1905, que possui uma colecção de coches e carruagens pertencentes à Casa Real do século XVI ao século XIX. 
Hoje é constituído por dois edifícios: o antigo Picadeiro do Palácio de Belém (Praça Afonso de Albuquerque) e o novo edifício, em frente (Av. da Índia), inaugurado em 2015.
O museu reúne uma colecção única no mundo, de cerca de 9 000 objectos, que inclui predominantemente viaturas de gala ou de aparato, algumas de viagem e de passeio, dos séculos XVI a XIX, e acessórios de cavalaria. Tem sido o museu nacional mais visitado de Portugal, com 382 593 visitantes em 2016. O novo edifício, que guarda a maior parte das colecções, é um protejo de Paulo Mendes da Rocha (prémio Pritzker 2006) em consórcio com o atelier Ricardo Bak Gordon e Engenheiro Rui Furtado.
Desde 1 de fevereiro de 2025, a Dra. Rita Dargent exerce funções como Diretora do Museu Nacional dos Coches.

## História por detrás do museu

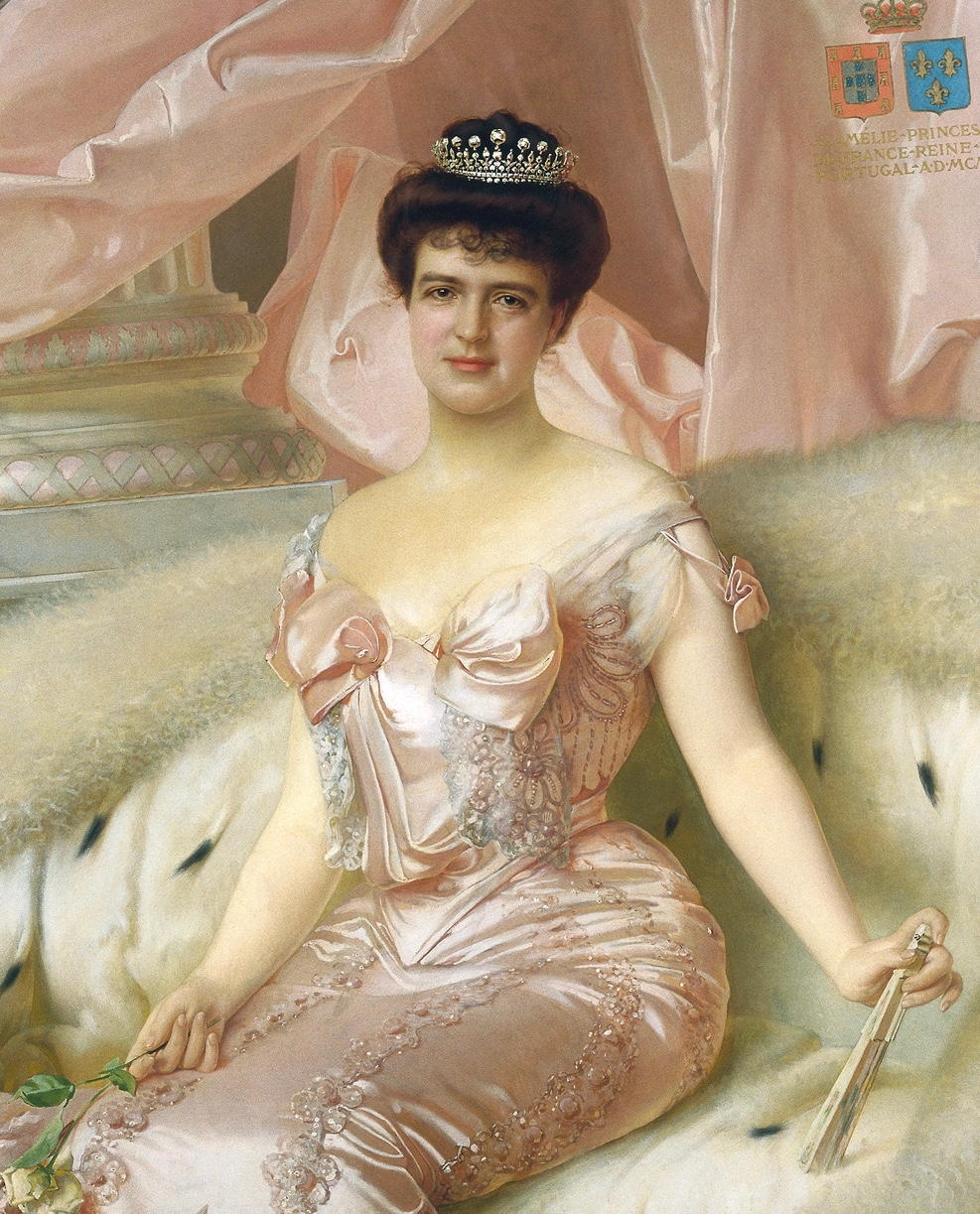
Retrato da Rainha D. Amélia fundadora do museu, 1905, Victor Corcos

O “Museu dos Coches Reaes” foi criado a 23 de maio de 1905, por iniciativa de D. Amélia de Orléans e Bragança, mulher do rei Dom Carlos I (1889–1908), com a finalidade de reunir, salvaguardar e apresentar ao público um importante acervo de viaturas pertencentes à Casa Real. O local escolhido para instalar o primeiro museu de coches do mundo foi o recinto do antigo Picadeiro Real adaptado para o efeito pelo arquiteto da corte, Rosendo Carvalheira com a colaboração dos pintores José Malhoa e Conceição Silva. O sucesso foi grande mas desde logo a falta de espaço se fez sentir, o que levou no ano seguinte a própria rainha a encomendar um novo projeto para ampliar o museu e poder expor as restantes viaturas da Casa Real guardadas nas cocheiras de diversos palácios. Após a implantação da República, a 5 de outubro de 1910, a coleção do museu aumentou com a vinda de um conjunto de coches e berlindas da extinta Casa Real e de viaturas provenientes dos bens da igreja.
Em 1911, o museu passou a designar-se Museu Nacional dos Coches. Anos mais tarde, em 1944, foi inaugurado pelo então Presidente da República Marechal Carmona, um novo salão projetado pelo arquiteto Raul Lino. O desenvolvimento turístico e o consequente aumento de visitantes, nos anos 60, levaram à criação de novos serviços e espaços de apoio e acolhimento, tais como: o Serviço Educativo, a Sala de Exposições Temporárias, a Biblioteca e a Loja. No ano de 1983, o então Instituto Português do Património Cultural e a Fundação da Casa de Bragança estabeleceram um acordo que concedeu ao Museu um anexo integrado no Paço Ducal de Vila Viçosa para a exposição das viaturas guardadas nos Palácios da Ajuda e das Necessidades. Em 1994, a Secretaria de Estado da Cultura adquiriu as antigas Oficinas Gerais do Exército em Belém para a construção de um novo edifício para o Museu. Em 2008, por resolução do Conselho de Ministros decidiu-se avançar com o projeto de construção desse edifício a fim de reunir toda a coleção de viaturas, foi convidado para a realização do projeto o arquiteto brasileiro Paulo Mendes da Rocha, prémio Pritzer em 2006. A primeira pedra foi lançada a 1 de fevereiro de 2010.
A 23 de maio de 2015, a maior parte da coleção foi transferida para o edifício construído de raiz, tornando-se uma razão suplementar para visitar este acervo extraordinário. Em memória do primeiro museu, permanece no espaço do Antigo Picadeiro, um núcleo expositivo visitável com coches e berlindas, a galeria de pintura da família real, assim como acessórios de cavalaria. O Museu Nacional dos Coches divide-se atualmente entre o novo edifício em Belém e o antigo Picadeiro do Palácio Real, ambos na Praça Afonso de Albuquerque, em Lisboa.

## A Coleção do Museu

### História da Coleção

Cocheiro Mor da Casa Real Sec. XIX

Sela do marquês de Marialva Sec. XVIII

O Museu reúne uma coleção única no mundo de viaturas de gala ou aparato, algumas de viagem e de passeio, dos séculos XVI a XIX, na sua maioria provenientes da Casa Real Portuguesa, à qual foram acrescentados veículos oriundos dos bens da Igreja e de coleções particulares, após a implantação da República em 1910. Este excelente conjunto de viaturas permite ao visitante a compreensão da evolução técnica e artística dos meios de transporte de tração animal, utilizados pelas cortes europeias até ao aparecimento do automóvel. O acervo inclui coches, berlindas, carruagens, seges, carrinhos de passeio, carrinhos de criança, liteiras e cadeirinhas. Completam a coleção, arreios de tiro e cavalaria, acessórios de viatura, fardamentos, instrumentos musicais, um núcleo de armaria e retratos a óleo dos monarcas da Casa de Bragança.
Quando em 1905 o Museu dos Coches Reais abriu as suas portas, o acervo era constituído unicamente por peças pertencentes aos Bens da Coroa, recolhidas em diversos depósitos, cocheiras e cavalariças dos Palácios reais de Belém, Ajuda e Necessidades. Mais tarde, os membros da Família Real enriqueceram a coleção com objetos relacionados com a temática do Museu, onde ficaram depositados por tempo indeterminado. Assim integram a coleção alguns arreios exóticos como um arreio de caça mexicano (em prata), dois arreios argelinos – oferecidos à rainha D. Amélia pelo Coronel Ben-Daoud –, uma sela gaúcha (brasileira), um arreio com aplicações de prata, oferecido a D. Carlos pelo presidente do Estado de Rio Grande do Sul, um arreio indiano (Goa) oferecido em 1872 pelo Chefe Hindu da família Sinai Dempó ao Infante D. Augusto filho de D. Maria II, e ainda peças de arreios marroquinos oferecidas pelo Sultão de Marrocos Muley Hassam ao rei D. Luís, juntamente com cavalos árabes, em 1878.
Em 1911, ao abrigo da lei de Separação do Estado e da Igreja, começam a dar entrada no Museu peças procedentes dos antigos conventos e casas religiosas. Mais tarde e graças à política de aquisição e de ofertas pessoais, na direção de Luciano Freire o Museu passou a dispor de uma significativa coleção de desenhos, gravuras e material gráfico em que predominam os estudos e projetos para viaturas. Simultaneamente, em 1912, foram incorporados no acervo do MNC os primeiros retratos a óleo da família real portuguesa – D. Catarina de Bragança que casou com o rei Carlos II de Inglaterra, D. João V, D. Maria Ana de Áustria, Príncipe D. José e D. Maria I - provenientes do Paço Patriarcal de S. Vicente de Fora, juntamente com oito coches e berlindas dos antigos Patriarcas. Em apenas dois anos a série régia conheceu um enorme incremento dando origem à atual galeria de retratos da dinastia de Bragança, proprietários de algumas das luxuosas viaturas da coleção.
Um importante núcleo é constituído por fardamentos e acessórios de vestuário de altos funcionários da Corte, da Guarda Real e dos criados da Casa Real que integravam os cortejos e cerimónias régias, vindo na sua quase totalidade do Palácio das Necessidades em 1913, e que inclui seis tabardos dos Reis-de-Armas  e respetivos colares com as armas de D. José, seis maças - em prata maciça - dos Porteiros da Maça, vinte e duas trombetas da Charamela Real, algumas das quais com os pendões correspondentes, dezasseis alabardas dos reinados de D. José, D. Maria I e D. João VI, uma vara em marfim (símbolo do poder real), designada por Negrinha, quatro saias para timbales, um pavilhão real e uma cobertura com estrelas douradas, para além de telizes, xairéis e outros acessórios destinados a heraldizar as cavalgaduras.
Muitas outras peças foram sendo acrescentadas ao longo dos anos aos núcleos do acervo, fruto de doações, aquisições ou permutas levadas a cabo pelos vários diretores. Por outro lado, as políticas de incorporações das instituições museológicas visando a uniformidade e coerência das coleções próprias, levou a que fossem depositadas no MNC, viaturas que vieram completar a coleção com diversas tipologias ou veículos com historial de carácter extraordinário, como o Landau do Regicídio do Palácio Nacional da Ajuda, carros de campo ou caça do Museu de Évora ou o Charabã do Paço Ducal de Vila Viçosa, a Mala-Posta da Fundação Portuguesa das Comunicações, entre outros.

### Coleções por Tipologia

#### Viaturas

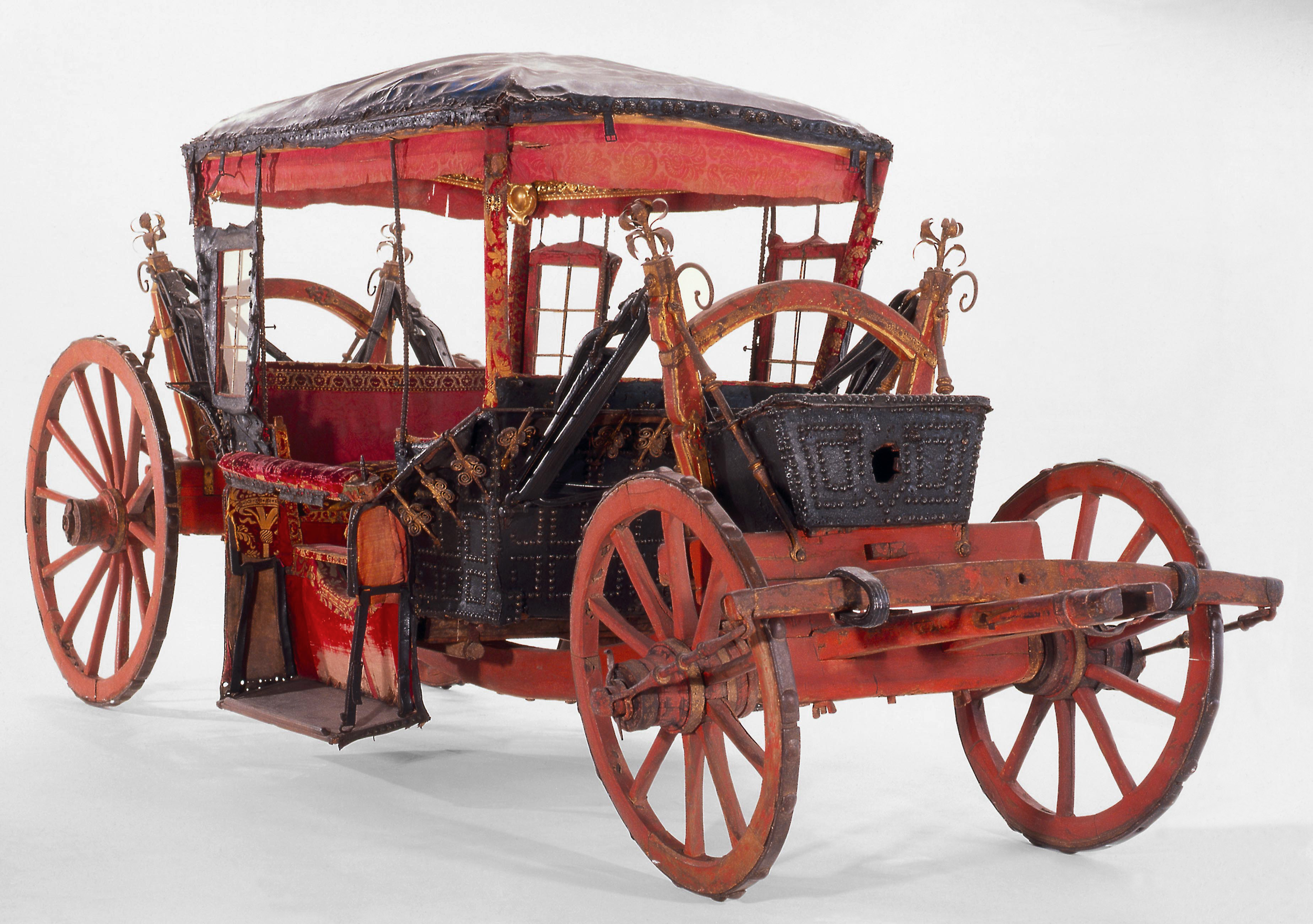
Coche usado pelo Filipe II para visitar Portugal, Sec. XVI - XVII

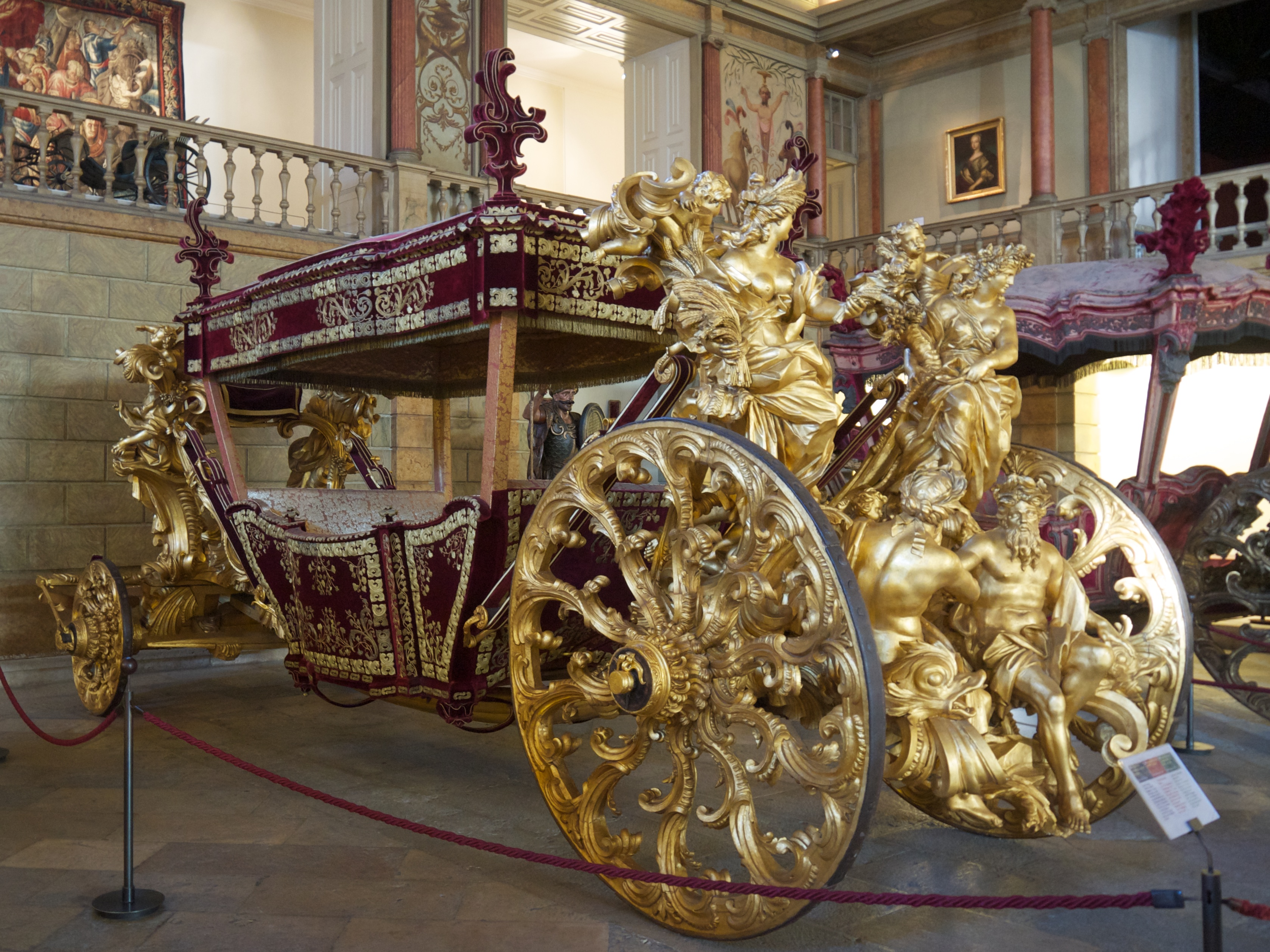
Coche dos Oceanos, Sec. XVIII, usado na entrada triunfal em 1716 pelo Embaixador Português em Roma.

A coleção de Viaturas engloba coches, berlindas, seges, carruagens, carrinhos de passeio, liteiras, cadeirinhas, faeton, milord, vitórias, carrinhos de criança, charabã e carros de caça, landaus e viaturas urbanas como clarence, brougham (ou coupé), dormeuse (berlinda da cama), breaks, caleças e ainda mala-postas.
Carros mais antigos séculos XVI a XVII - É no museu que se encontram alguns dos coches mais antigos do mundo. A designação tem origem na cidade húngara de Kocs, onde os primeiros modelos foram fabricados, tendo sido depois exportados para Itália e adotados por todas as cortes europeias. Deste período, no Museu Nacional dos Coches, encontra-se o Coche de Filipe II que pertenceu ao rei Filipe II (Filipe III de Espanha) que o terá utilizado na sua visita a Portugal, em 1619. É a mais antiga viatura da coleção do Museu.
Símbolos do Poder – século XVIII – É no reinado de D. João V que o poder real atinge o seu máximo expoente. Esta ostentação traduz-se também nas decorações dos magníficos coches utilizados em cerimónias de grande aparato que impressionavam as populações. A viatura de aparato mandada construir pelo rei D. João V para a Casa Real Portuguesa é um exemplar deste período. 
Carros Triunfais século XVIII – Exemplos únicos do barroco italiano são três coches principais da embaixada do Marquês de Fontes enviada a Roma por D. João V ao Papa Clemente XI, em 1716.
Barroco Português século XVIII – Nas viaturas deste período, o trabalho de talha dourada e as pinturas das caixas revelam composições harmoniosas entre temas sagrados e profanos. É na decoração do Coche de D. José que melhor podemos observar toda a exuberância do estilo barroco em Portugal.
Troca da Princesas século XVIII – A cerimónia do duplo casamento realizada na fronteira do Caia entre um príncipe de Portugal e uma Infanta espanhola e de um príncipe de Espanha e uma Infanta portuguesa, traduz o reatar das boas relações diplomáticas entre os dois países desde a Restauração da independência em 1640. Testemunhos deste grande evento são os coches e berlindas que participaram nesta viagem. 

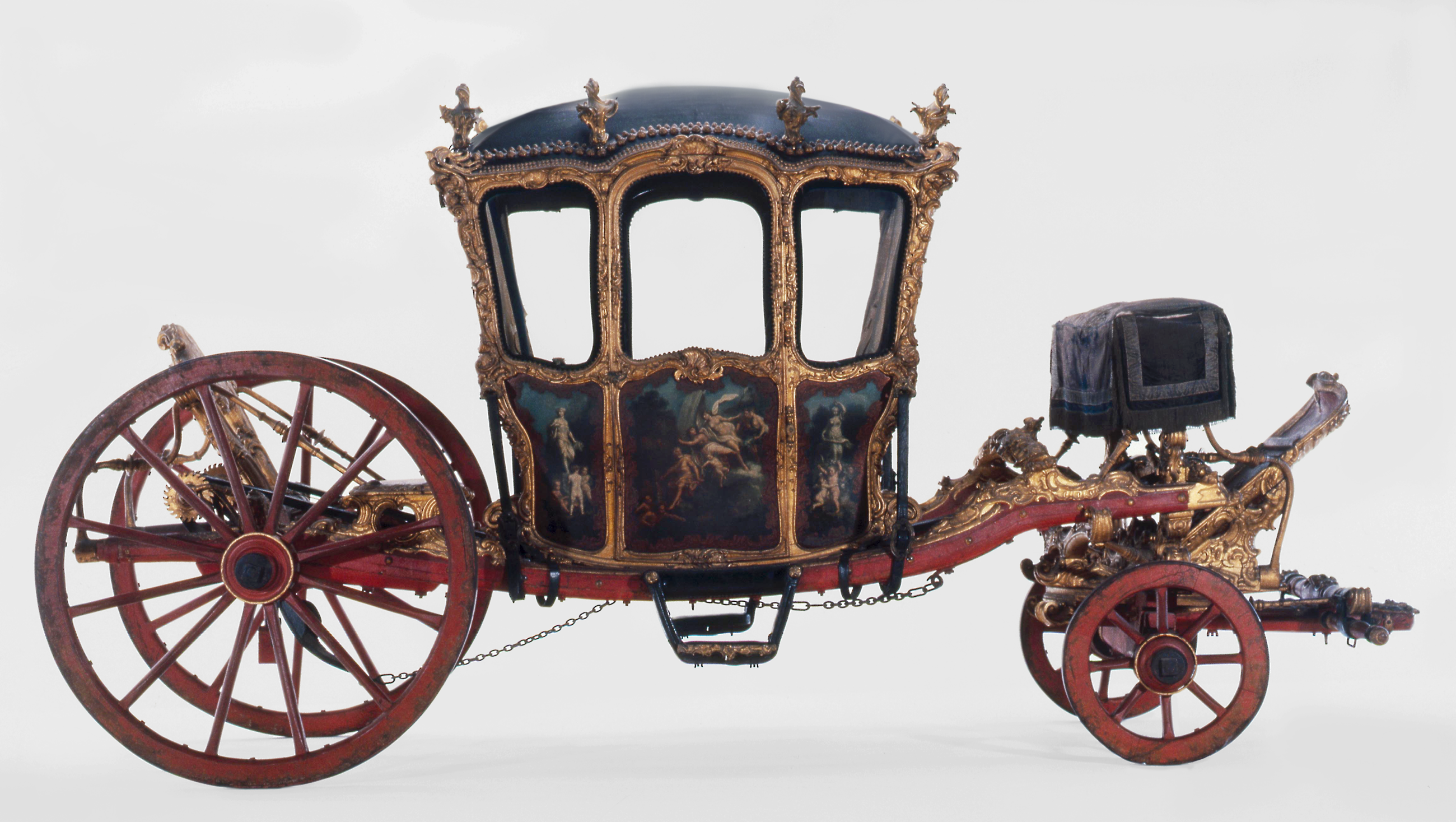
Berlinda Francesa

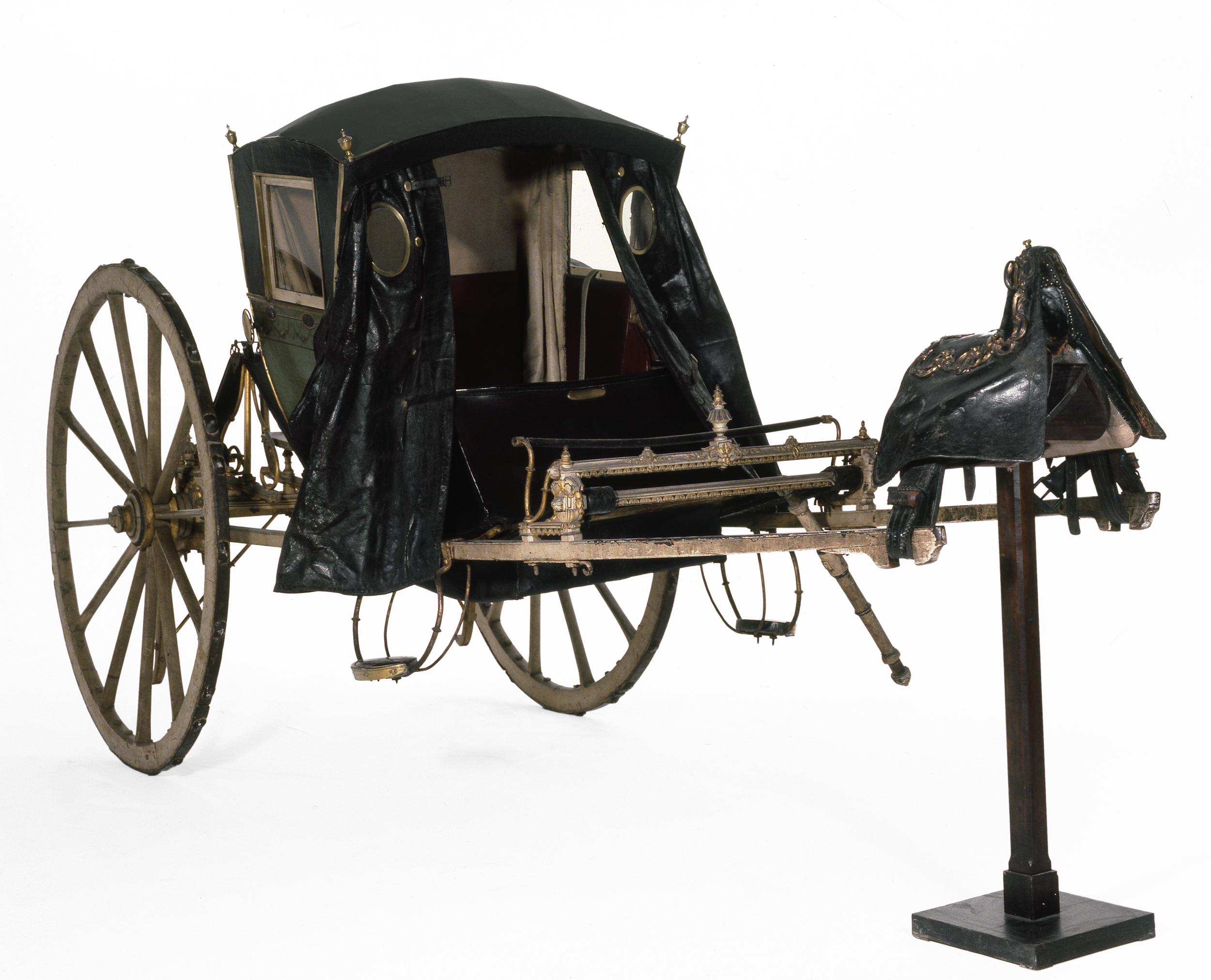
Sege dos Óculos

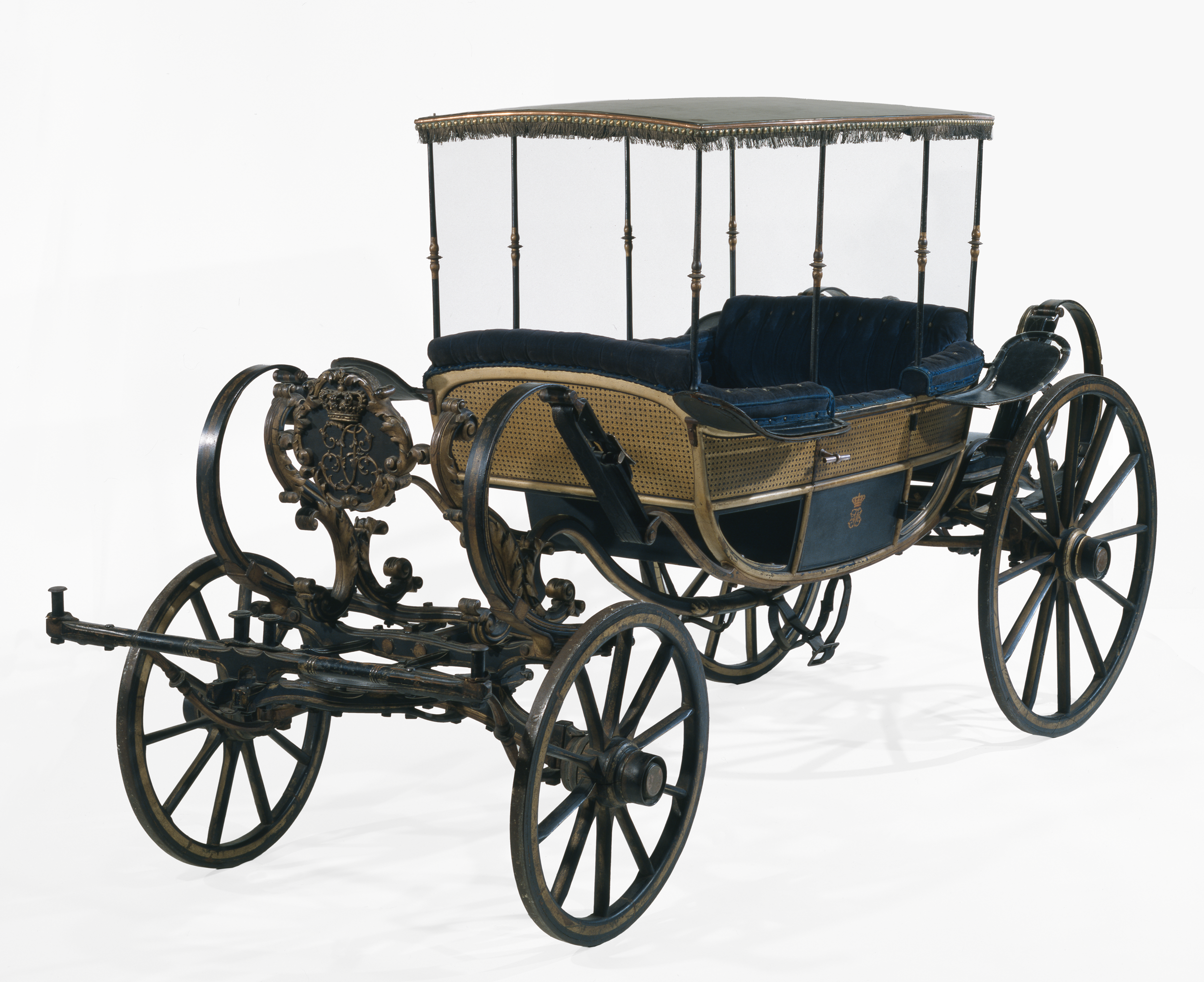
Carrinho de Criança do Principe D. Carlos (futuro D. Carlos I)

Malaposta

Berlindas séculos XVIII e XIX – Modelo de viatura que surge em Berlim na segunda metade do século XVII. Distingue-se do coche pelo tipo de suspensão. A caixa deixa de estar suspensa e passa a assentar sobre duas fortes correias de couro que lhe dão maior estabilidade e tornam as viagens mais cómodas.
Viaturas Eclesiásticas – Os membros do alto clero tinham estatuto equiparado ao da Nobreza e possuíam as suas próprias viaturas identificadas pelas armas prelatícias. Em certas cerimónias as imagens religiosas eram transportadas em berlindas processionais.
Seges século XVIII – As seges eram viaturas puxadas por um ou dois cavalos, muito discretas e práticas para o dia-a-dia. Podiam ser conduzidas pelo próprio passageiro ou por um boleeiro, homem que seguia montado num cavalo ao lado da sege segurando as rédeas. Foram os primeiros carros de aluguer em Lisboa. Sege dos Óculos (portuguesa).
Carros de Passeio século XVIII – Construídos na época de D. Maria I, são carros ligeiros, decorados em estilo rocaille, puxados por um só cavalo e utilizados pela Família real em passeios em jardins e tapadas dos Palácios.
Liteiras e Cadeirinhas – As liteiras eram utilizadas na Europa desde o tempo dos romanos até ao século XIX por serem fáceis de manobrar em caminhos onde outros veículos não conseguiam circular. As cadeirinhas eram utilizadas, sobretudo nas ruas estreitas das cidades, no transporte de senhoras da nobreza, doentes ou membros do clero.
Carros de Passeio século XIX – Estes carros, de caixa aberta, linhas simples, revestidos a couro negro eram utilizados para passeios ao ar livre no campo ou na cidade. As Vitórias e Phaetons são modelos que podem ser conduzidos pelo próprio passageiro.
Carrinhos de Criança – Carrinhos de pequenas dimensões feitos à semelhança dos carros de adultos para os pequenos príncipes e princesas passearem nos parques e jardins. Podiam ser puxados por póneis ou carneiros.
Carros de Caça – A caça foi, desde sempre um dos grandes divertimentos da nobreza. No século XIX os Charabãs serviam para transportar os caçadores e acompanhantes para as tapadas. As senhoras podiam assim ficar sentadas nestes carros a assistir às caçadas em locais elevados.
Carruagens de Gala – Viaturas de aparato utilizadas pela Família Real e Nobreza em festas de gala tais como Coroações, Entradas Públicas, Cortejos de Casamento e Batizados e em cerimónias religiosas.
Viaturas Urbanas – No século XIX surgem vários modelos de carros fechados ou abertos para circular nas cidades. Apresentam características técnicas inovadoras que facilitam a condução e dão mais segurança e conforto aos passageiros. É nesta altura que surgem os sistemas de travagem integrados, os pneus de borracha, os guarda-lamas, diferentes tipos de molas amortecedoras e a campainha.
Malas-Postas – Surgem em finais do século XVIII destinadas a levar correio. Eram veículos muito robustos puxados por duas ou mais parelhas e que se tornaram os primeiros transportes públicos entre vilas e cidades. Levavam passageiros e bagagens no interior e na cobertura. Com o aparecimento do comboio algumas destas viaturas deixaram de ter utilidade e foram adquiridas por famílias nobres para passeios e caçadas.

#### Outras coleções
O museu possui ainda outras coleções de bens ligados ao funcionamento dos coches e da corte.

#### Arreios Equestres
Acessórios de cavalaria e de jogos equestres onde se destaca o Estafermo.

#### Acessórios de Viatura
Cama de Campanha, Acessório para Mudança de Rodas.

#### Fardamentos
Uniformes das equipagens da Corte.

#### Armaria
Caixas de Armas, Espadas, Espadins, Alabardas.

#### Instrumentos Musicais da Charamela Real (século XVIII)

Trombeta de Charamela Real

Coleção de trombetas de prata com as armas reais de D. José, de D. Maria I e D. Pedro III, saias para tímbales com as armas de D. Pedro III, livros de música do para Rimpiano, Timpano e Clarim.

#### Espólio Documental
Desenhos de Arquitetura, Desenhos de Projetos de decoração para coches, Gravuras e Estampas, Fotografias, Postais. Calcografia em cobre 1ºCoche da Embaixada de Melo e Castro.

#### Espólio Histórico-Documental
Objectos pertencentes à Casa Real doados ou fazendo parte do Fundo Antigo como, os retratos a óleo dos monarcas da Casa de Bragança e Família real; pintura de paisagem com iconografia de viaturas em cortejos; o Manto da Rainha D. Amélia de Bragança classificado com (Bem de Interesse Nacional); Tapeçarias da Oficina Manufactura Real de Aubusson; mobiliário antigo do Museu. 

## Arquitetura do Museu

### Picadeiro Real

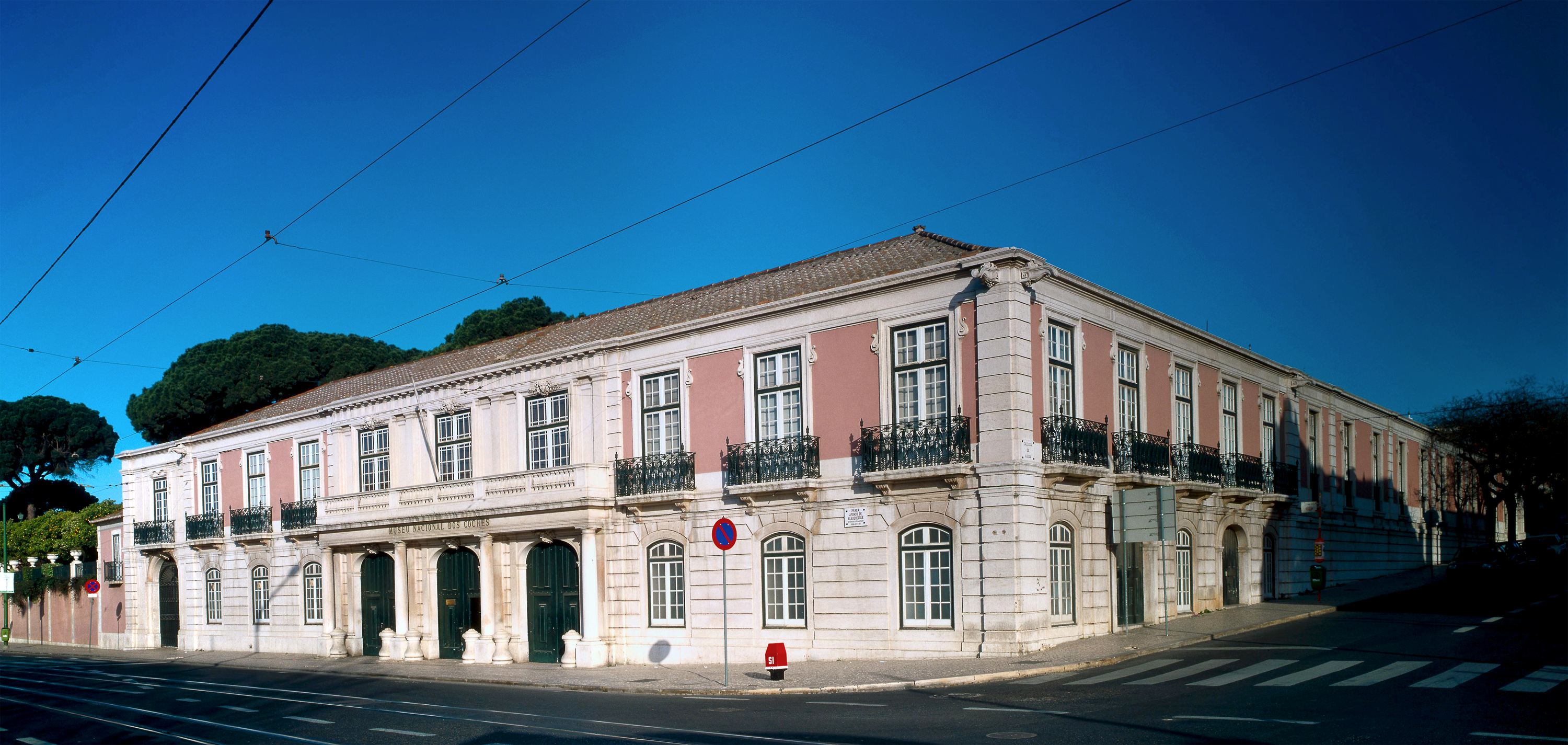
Exterior, Picadeiro Real, Museu Nacional dos Coches

Em 1726, o rei D. João V comprou a “Quinta de Baixo”, situada junto ao rio Tejo no aprazível termo de Belém, na zona ocidental de Lisboa, onde existiam várias casas nobres, entre as quais o Palácio de Belém e um Picadeiro. Sessenta anos mais tarde, o primitivo Picadeiro foi destruído e no ano seguinte erigiu-se o atual, por iniciativa do infante D. João, futuro rei D. João VI, grande entusiasta da arte equestre. Deste projeto, em estilo neoclássico, atribuído ao arquiteto italiano Giacomo Azzolini, evidencia-se o salão principal (51m x17m), com dois pisos, que apresenta nos topos do andar superior duas estreitas galerias com colunatas rematadas por duas tribunas, onde outrora a Família Real e a Corte assistiam aos jogos equestres . 
Entre 1792 e 1799 participaram na decoração do interior do Antigo Picadeiro, entre outros, os pintores Francisco de Setúbal, Francisco José de Oliveira, Joaquim Lopes dito “o Bugre” e o francês Nicolau Delerive. Nos motivos ornamentais utilizados na decoração do teto e painéis dos topos do salão, predominam elementos ligados à arte equestre. Destacam-se no teto em tela pintada, três grandes medalhões ovais com cenas alegóricas.
No ano de 1904, a quando da adaptação do Picadeiro a Museu realizaram-se obras sob a orientação de Rosendo Carvalheira, arquiteto dos Palácios Reais, tendo as pinturas sido restauradas pelos pintores José Malhoa e António Conceição e Silva. A 23 de maio de 1905, foi aberto ao público, em Lisboa, o «Museu dos Coches Reaes», por iniciativa da rainha D. Amélia d’Orleães e Bragança. Anos mais tarde, em 1940, teve lugar uma nova campanha orientada pelo arquiteto Raul Lino, que permitiu a ampliação da área de exposição com a construção de um novo Salão lateral, embora a falta de espaço ainda se fizesse sentir. Para colmatar esse problema, a Secretaria de Estado da Cultura adquiriu em 1994 as antigas Oficinas Gerais do Exército em Belém com vista à construção de um novo edifício para o Museu Nacional dos Coches. Permanece atualmente no espaço do Antigo Picadeiro, um núcleo visitável com coches e berlindas, a galeria de pintura da família real, assim como um conjunto de acessórios de cavalaria.

### Museu Nacional dos Coches

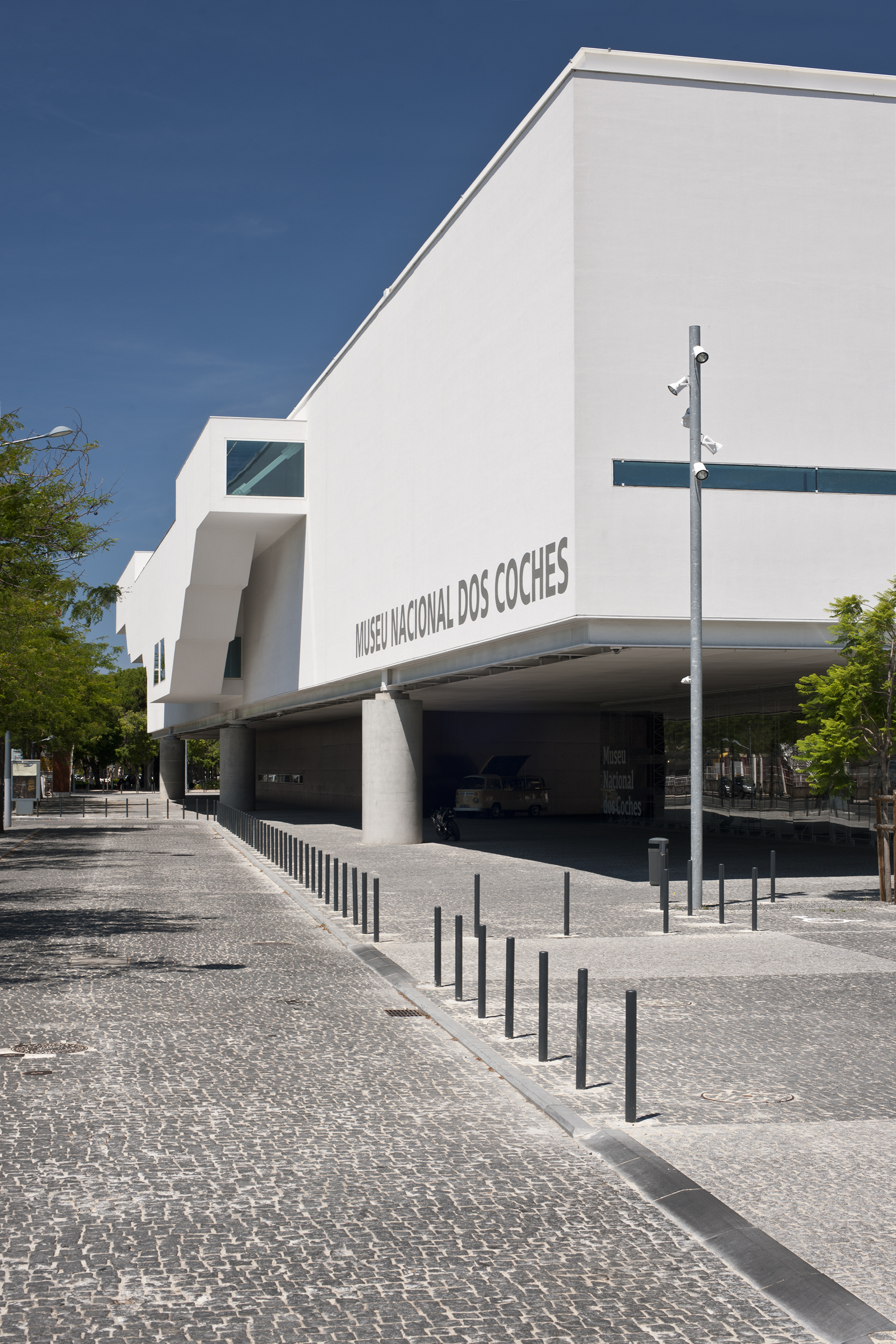
Novo Museu Nacional dos Coches

O Projeto para o Novo Edifício do Museu Nacional dos Coches foi lançado em 2008, de forma a fazer coincidir a inauguração com as comemorações do Centenário da República, em 2010. Com a primeira pedra lançada a 1 de fevereiro de 2010 e inaugurado a 23 de maio de 2015, o Projeto teve a assinatura do arquiteto brasileiro Paulo Mendes da Rocha (Prémio Pritzker 2006) num consórcio com o arquiteto português Ricardo Bak Gordon e o Engenheiro Rui Furtado . Apesar da beleza e encanto do Picadeiro Real de Belém, a necessidade de aumentar a área expositiva do Museu e de criar novas infraestruturas técnicas e serviços de apoio, foi sempre premente. Deste modo, após 110 anos a funcionar no Antigo Picadeiro, o Museu passou a ocupar uma área onde antes se situavam as antigas Oficinas Gerais do Exército.
O edifício do Museu dos Coches surgiu em Belém como um equipamento cultural mas também como um lugar público (Bak Gordon). Nas palavras de Paulo Mendes da Rocha “o museu não tem porta e relaciona-se para todos os lados” ; o verdadeiro projeto não é o edifício do museu, mas o facto de este, através do “anexo”, coser a malha da cidade e destacar o “pavilhão” como um grande tesouro (um paralelepípedo de 132m x 48m x 12 m, elevado do chão por 14 pilares circulares).
Com uma área bruta de 15.177m2, a nova construção alberga dois edifícios interligados por um passadiço aéreo: o “Pavilhão Expositivo” e o “Edifício Anexo”. O “Pavilhão Expositivo”, situado no primeiro piso, é constituído por duas grandes galerias laterais que albergam a exposição permanente e por uma nave central destinada a várias funcionalidades; desprovido de qualquer decoração apresenta um amplo pé-direito, um pavimento contínuo em betão afagado e as paredes brancas pontualmente interrompidas por vãos ou vitrinas.
O “Edifício anexo” inclui uma zona administrativa, uma zona de restauração e um auditório. Para o Novo Edifício foram assim concebidos espaços destinados a Exposições, uma Oficina de Conservação e Reservas, uma Biblioteca, uma área para o Serviço Educativo, um Auditório, uma Loja, uma zona de Restauração e ainda a Praça do Museu: um espaço de acesso livre que constitui também um lugar de passeio e lazer público. Destaca-se também a passagem pedonal e cicloviável, que acompanha a fachada virada para o Jardim Afonso de Albuquerque, desde a Rua da Junqueira até estação fluvial de Belém (conclusão prevista 2018).

## Obras Selecionadas

Coche do Papa Clemente XI, Sec. XVIII
Coche D. Maria Ana de Áustria, Sec. XVIII
Coche Pedro II, Sec. XVII
Coche dos Patriárcas, Sec. XVII
Coche de D. Maria Francisca de Sabóia, Sec. XVII
Coche de D. José I
Coche de D. João V
Berlnda da Casa Real, Sec. XVIII
Berlinda da Cama, Sec. XIX
Charabã (Char-à-Bancs), Sec. XIX
Berlinda Processional, 1740
Liteira (1760-1785)
Carrinho de Criança da Casa Real, Sec. XIX
Fétone de D. José de Siqueira (1850-1900)
Coche Victoria (1850-1900)
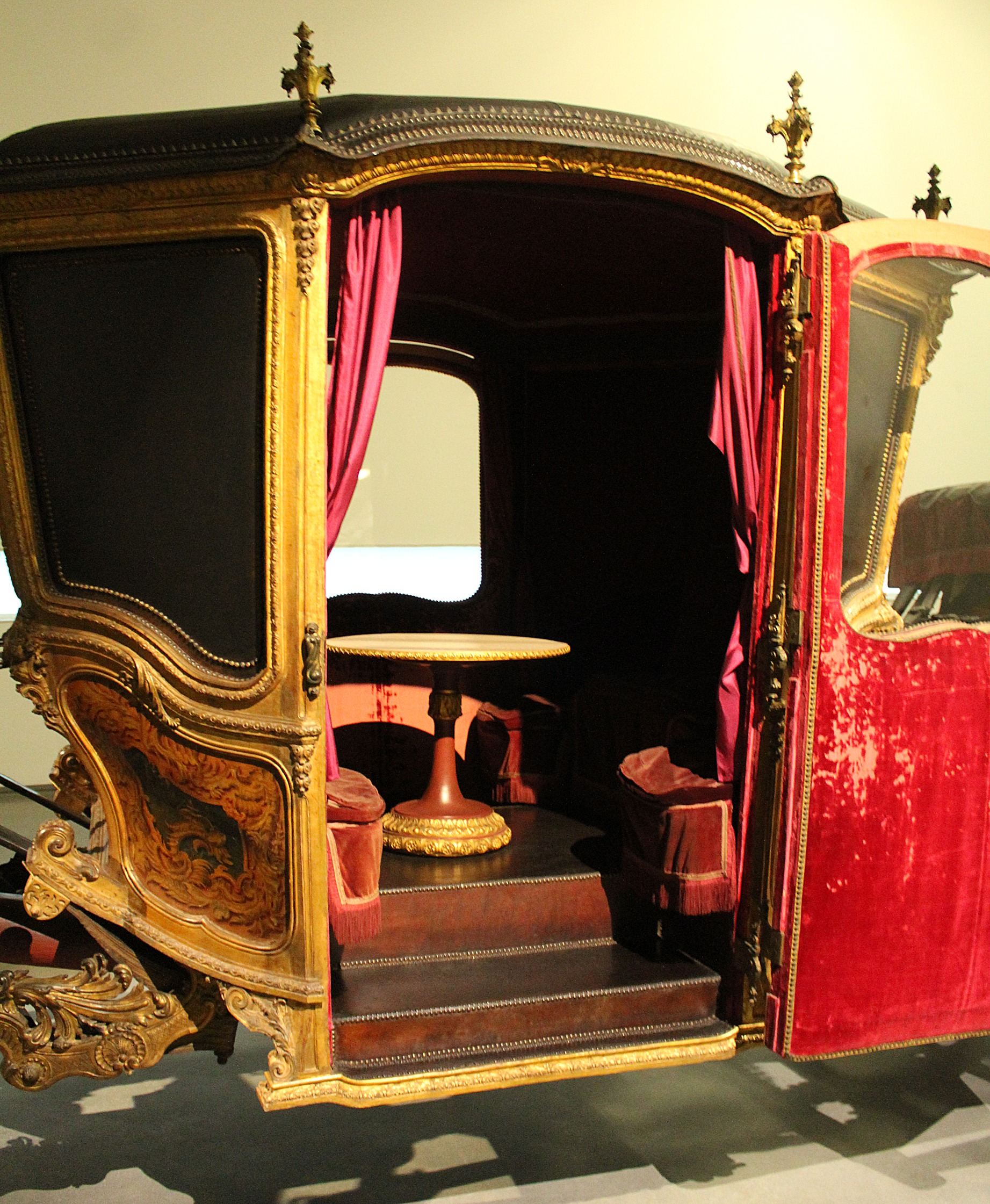
O coche da mesa.
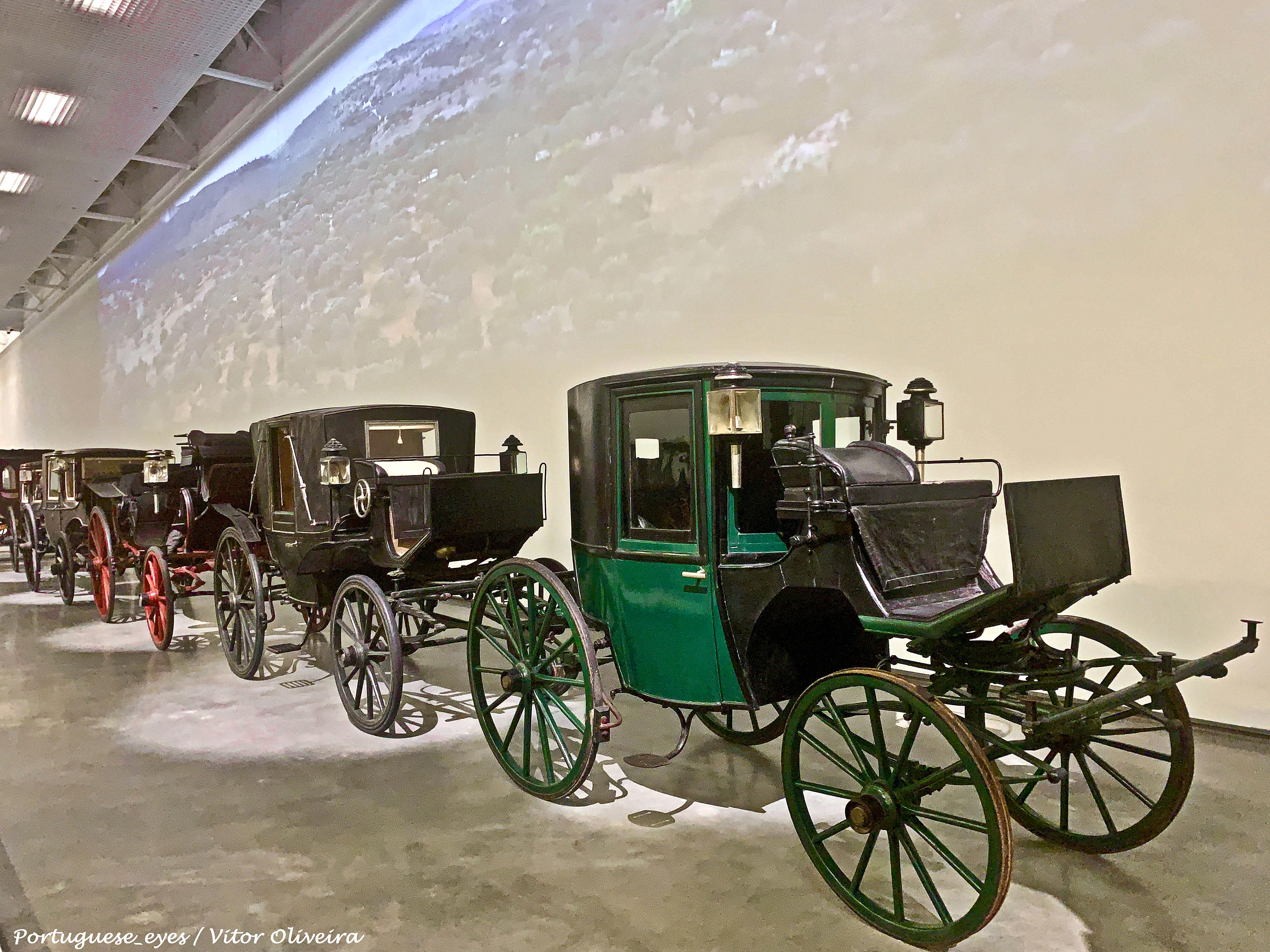
Carruagens Clarence do século XIX.
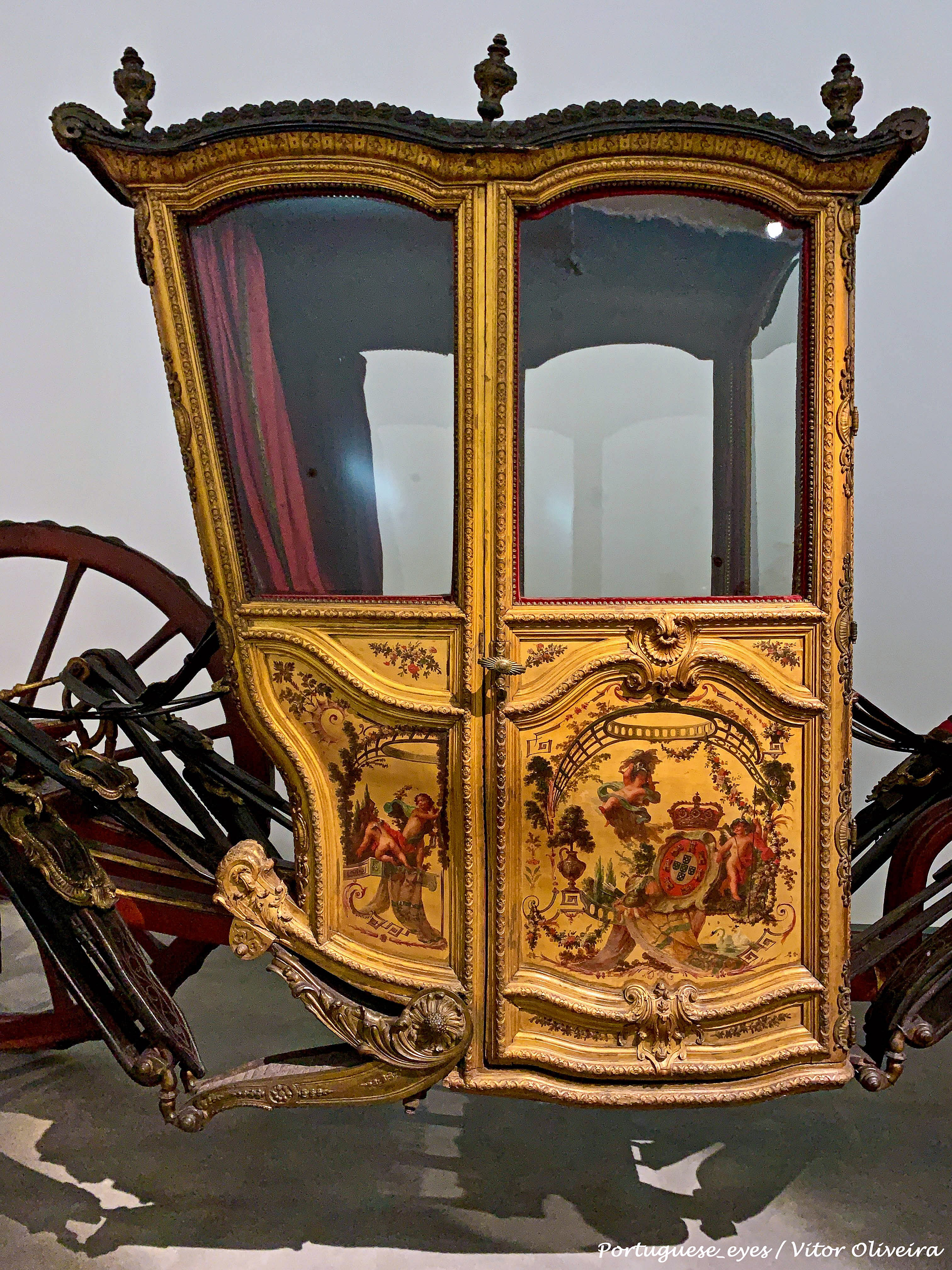
Coche dos Meninos de Palhavã.
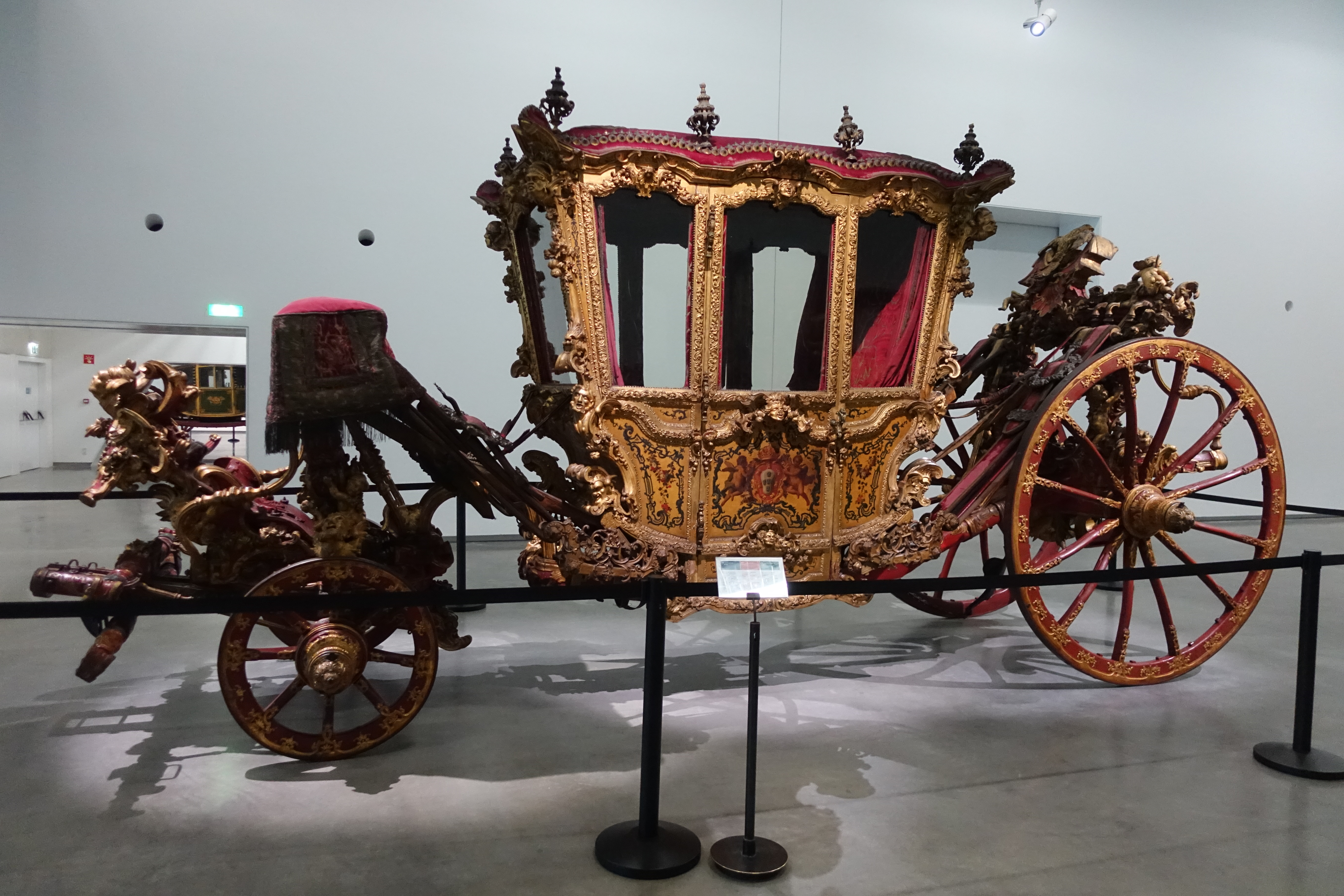

## Ver Também
- Catarina de Bragança
- D. Carlos I
- Direção-Geral do Património Cultural
- Filipe II de Espanha
- Maria Ana da Áustria (1738–1789)
- Papa Clemente XI
- Pedro II de Portugal
- Rainha D. Amélia
- D. João V
- D. José
- Maria Francisca de Saboia, Rainha de Portugal